# Гелада
Гелада (лат. Theropithecus gelada) — редкий вид приматов из семейства мартышковых (Cercopithecidae), близкий родственник павианов. Выделяется в отдельный род Theropithecus. Обитает исключительно на горных плато Эфиопии, например в горах Сымен.  

## Описание
Самым заметным признаком гелады является безволосое гормональное пятно на груди, которое в брачный период приобретает особенно ярко-красный цвет. Гелады являются единственными обезьянами, у которых на груди есть это пятно. У гелад коричневая шерсть, имеющая с нижней стороны тела более светлый оттенок. Морда округлая и отличается от морд павианов ноздрями, расположенными по бокам. Гелады достигают величины от 50 до 75 см, длина хвоста с кисточкой на кончике почти такая же. Масса самцов составляет около 20 кг, и они заметно тяжелее самок, чья масса — около 14 кг. Помимо этого самцы обладают впечатляющей гривой для защиты от зубов соперников. Гелады — самые громкие обезьяны. Частота их голоса совпадает с частотой голоса человека, кроме того, они, как и люди, меняют интонацию.

## Образ жизни
Гелады живут исключительно на земле, не поднимаясь на деревья, местом их обитания являются травянистые саванны на высоте от 2200 до 4400 м над уровнем моря. Для сна они предпочитают уединяться в узких расщелинах скал, а день проводят в поисках пищи на открытой местности.
Старые самцы знают, что леопарды могут атаковать с расстояния 10 м, и при приближении этих хищников держатся от них на этом расстоянии, чтобы предотвратить атаку.
Гелады живут в группах, формирующихся по двум принципам. Существуют группы, состоящие из одного половозрелого самца, нескольких самок и их потомства, а также чисто холостяцкие группы, в которых живут преимущественно молодые самцы и, в редких случаях, более старшие самцы, изгнанные из смешанных групп, которые могут жить и поодиночке. Как правило, за главенство в смешанной группе борется холостяцкая группа, и её лидер в случае победы становится новым главой гарема. Иногда старый самец остаётся в группе, но не спаривается с самками, и оба самца заботятся о потомстве.
У гелад не существует территориального поведения. Если есть достаточно пищи, то несколько смешанных групп объединяются в более крупные союзы, которые могут насчитывать свыше 300 экземпляров. Однако социальное взаимодействие и взаимный уход за шерстью имеют место только внутри маленьких групп, в то время как особи из чужих групп друг друга почти не принимают во внимание. Семейные самцы объединяют свои группы для защиты от самцов-холостяков.

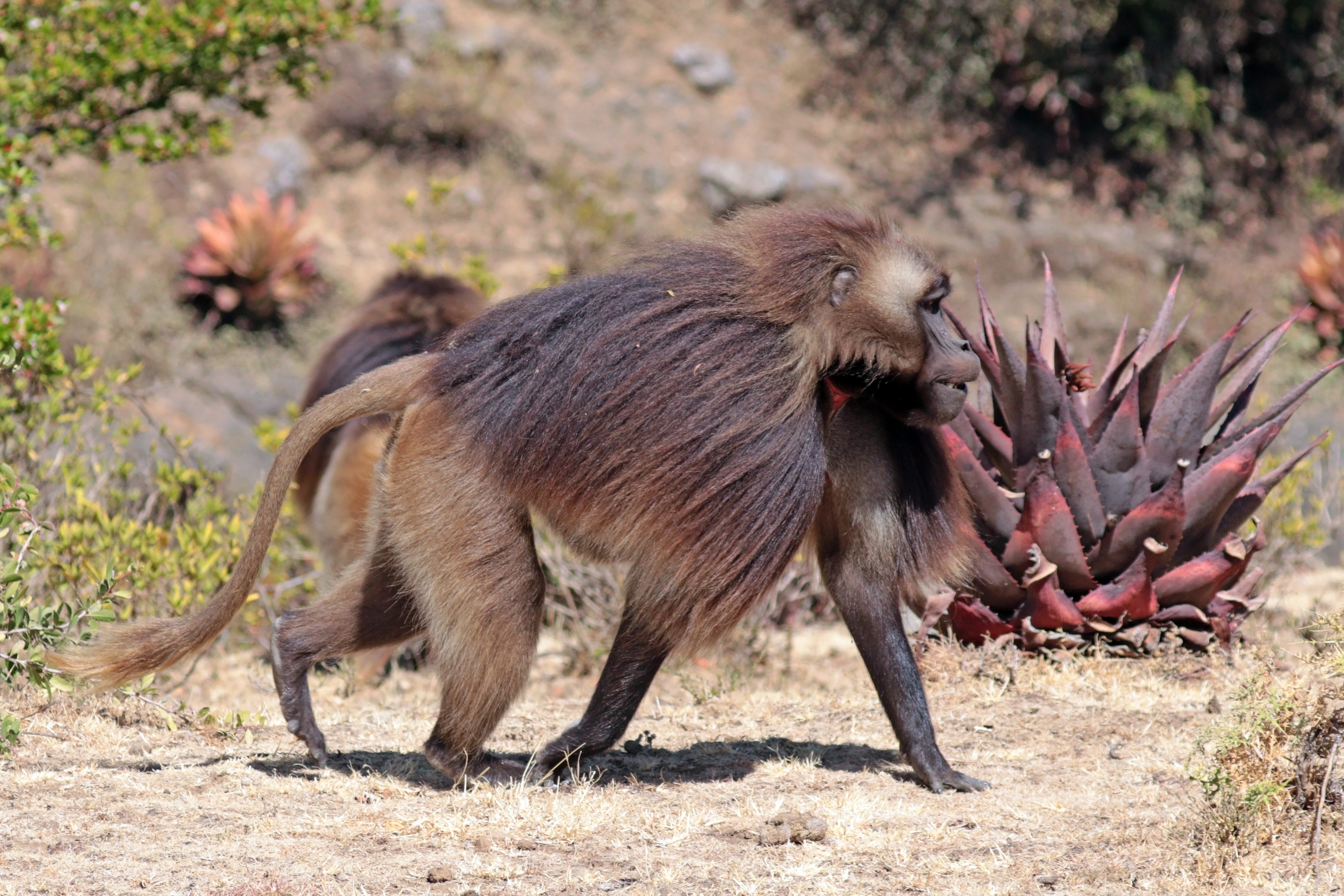
самец
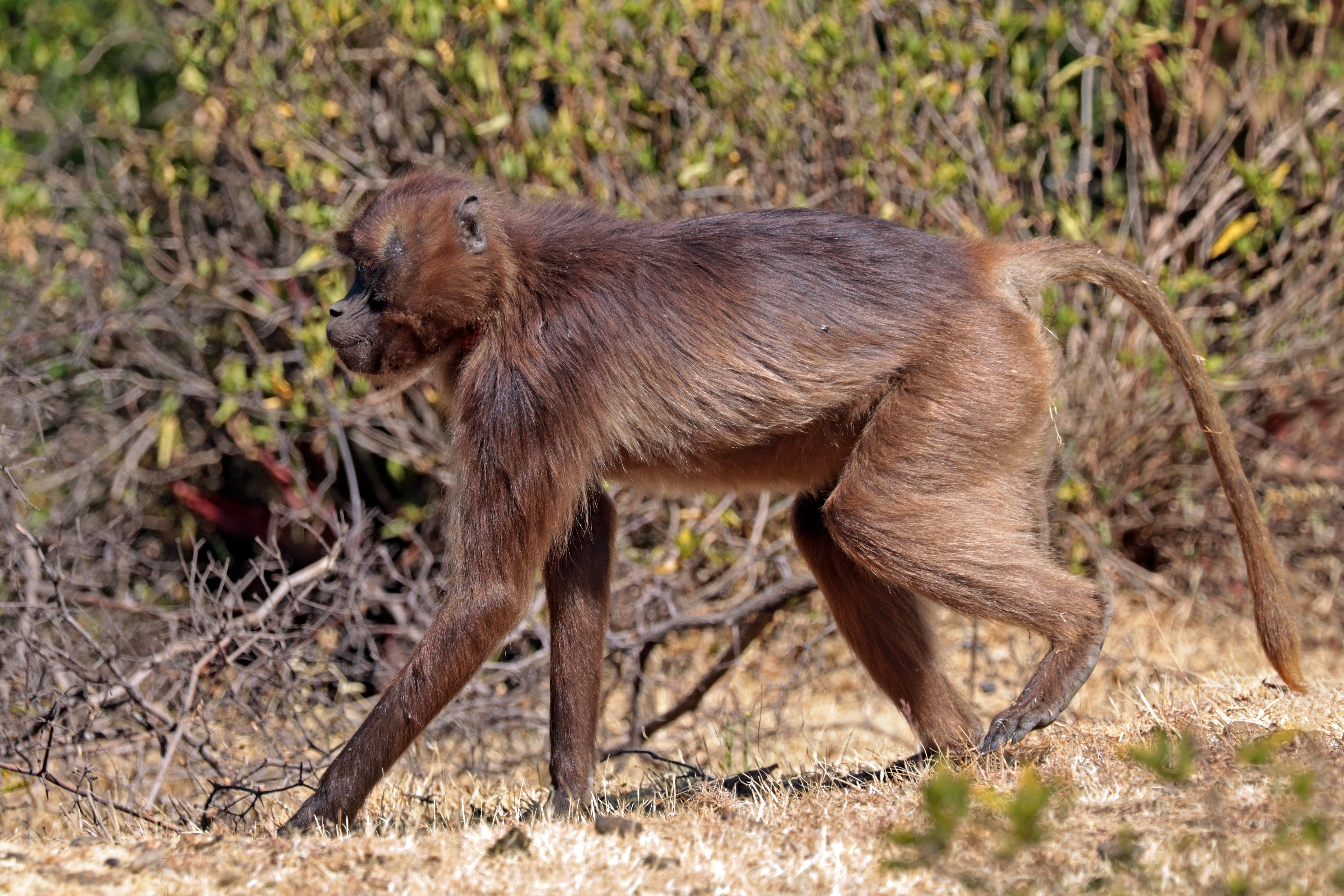
самка
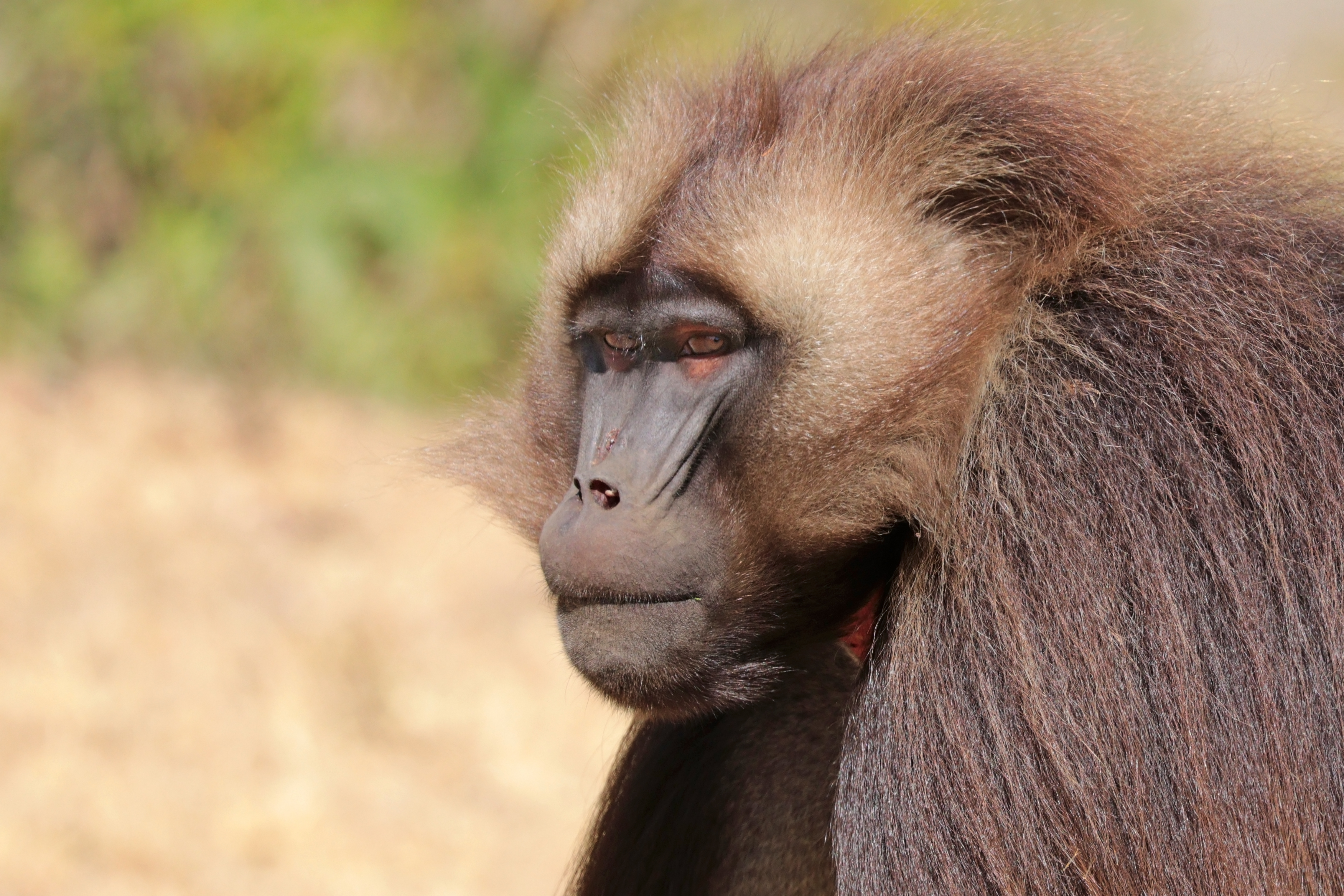
голова самца
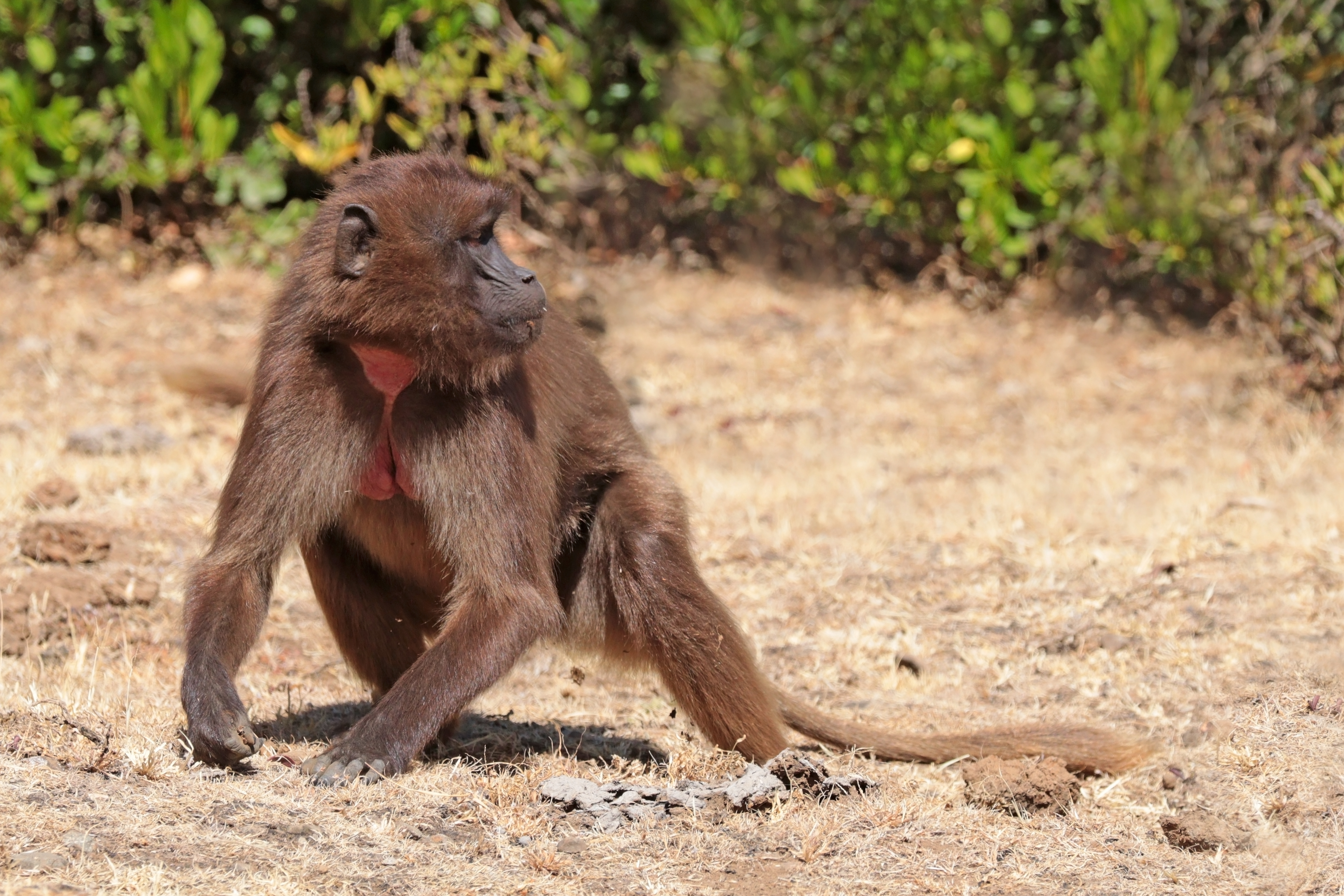
молодой самец
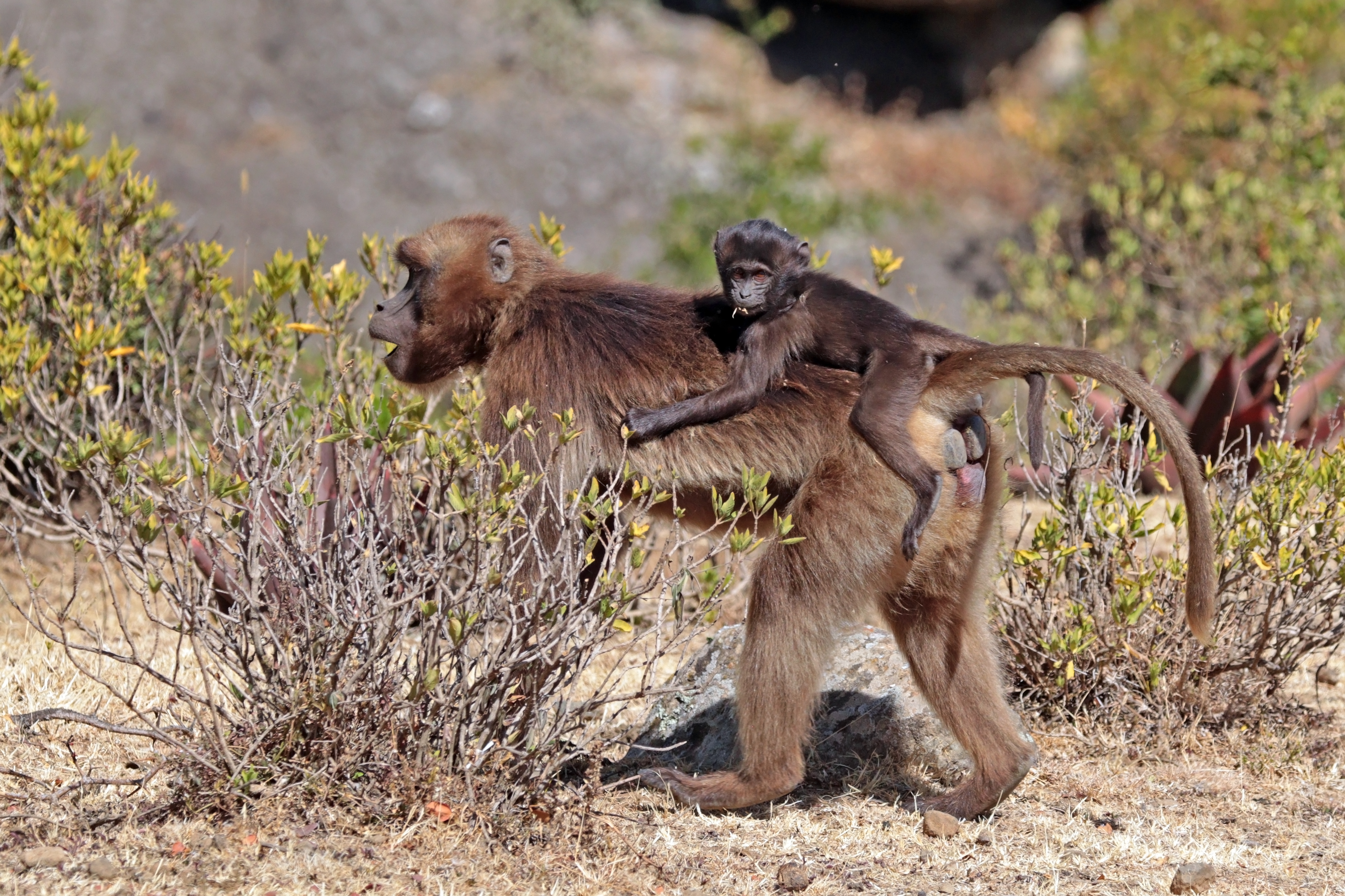
самка с детенышем на спине
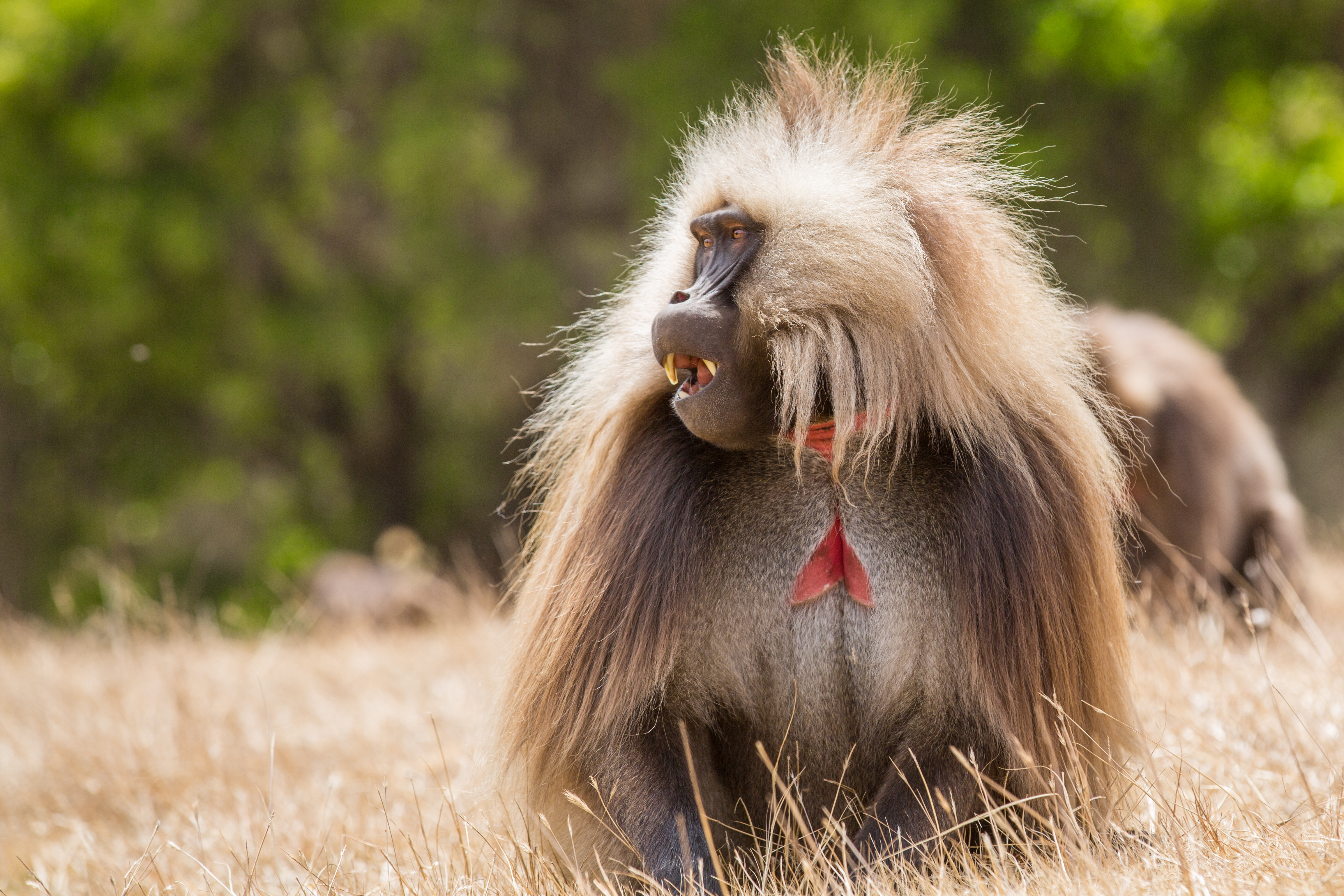
самец в засушливый сезон
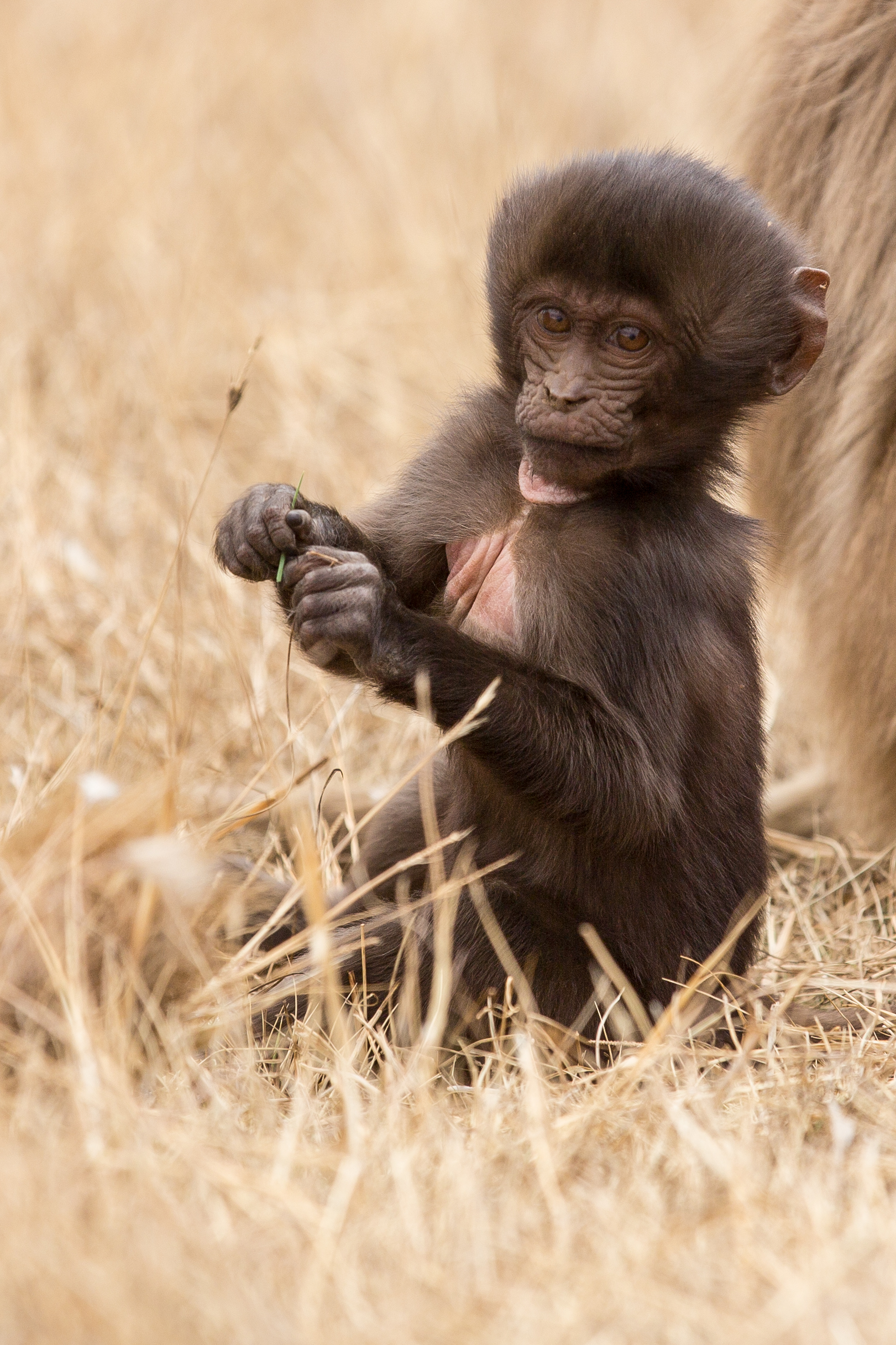
детеныш

## Питание
Гелады — единственные приматы, питающиеся главным образом травой и семенами. Их пища, однако, разнится в зависимости от времени года. В сезоны дождей, когда травы в изобилии, они являются единственной пищей гелад. В засушливые периоды геладам приходится питаться корнями и клубнями. Большие пальцы гелад весьма подвижны и позволяют хватать отдельные травинки.

## Размножение

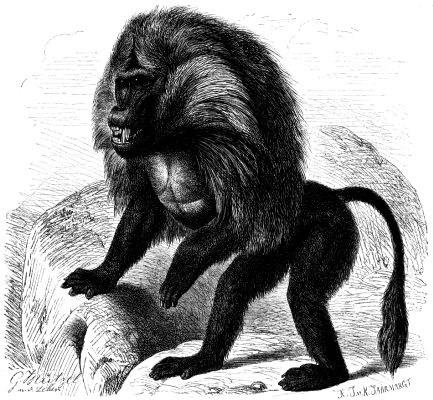
Изображение гелады из зоологической книги XIX века

У гелад не существует определённых брачных периодов. Готовность самки к зачатию становится очевидной, когда пятно на груди наливается красным цветом и набухают половые губы. Инициатива к спариванию исходит от самки и является синхронизированной, так что почти все самки группы рождают потомство в один и тот же период. При смене в группе самца у самок снижается секреция пролактина, который регулирует нормальное течение беременности и препятствует овуляции, что приводит к выкидышу: в случае завершения беременности рождением детеныша самец, захвативший власть над гаремом, может убить отпрыска своего предшественника. Продолжительность беременности составляет от пяти до шести месяцев. Детёныши кормятся молоком до полуторагодовалого возраста. Благодаря уникальной среди приматов анатомической особенности гелад, у которых оба соска находятся очень близко, детёныши могут сосать одновременно обе груди.
Половой зрелости самки достигают в возрасте от четырёх до пяти лет, самцы — от пяти до восьми лет. Средняя продолжительность жизни составляет свыше двадцати лет.

## Угрозы
Гелады — очень специализированные животные. Они обитают в небольшом пространстве, и уровень угроз их существованию определён МСОП как низкий. Основными источниками таких угроз являются сокращение их жизненного пространства из-за превращения его в сельскохозяйственные угодья, а также охота ради их мяса. Ранее самцов отстреливали в том числе и ради их гривы, из которой изготавливались украшения. На некоторых охраняемых территориях, таких как включенный ЮНЕСКО в список объектов всемирного наследия национальный парк Сымен, гелады находятся под полной защитой. Во всём мире в зоопарках содержатся всего около полутора сотен этих животных.

## Видео
- Gelada Baboons in the Simien Mountains in Ethiopia
- Gelada Baboons feeding high on the plateau in the Simian Mountains, Ethiopia Архивная копия от 10 марта 2020 на Wayback Machine
- Gelada Baboons in the Simien Mountains Ethiopia, filmed 11/04/2007 on a stills camera
- Beside the mythical baboons Simien Mountain is home to a variety of endemic mammals, birds and plants